# Jahve
Jahve (tudi Jahweh, Jehova, Jehowah, Jehawah, ipd.) so različice imena enega od hebrejskih bogov in kasneje judovskega in izraelskega edinega Boga, ki naj bi se po tem imenu razodel Mojzesu.
V Bibliji ali Svetem pismu se pojavlja v starih zvitkih v obliki tetragrama JHWH (v hebrejskih črkah יהוה‎‎), ker Judje v tistih časih (pred našim štetjem) načeloma niso zapisovali samoglasnikov. Tako se s pomočjo sobesedila domneva, da ime izhaja iz protohebrejskega glagola ha-wah, ki označuje obstoj, oziroma povzročitev obstoja.
Ime Jehova so sčasoma prenehali uporabljati že Judje, vendar pa se je  v različnih oblikah v mnogih zapisih ohranilo vse do danes.
Ime Jahve se v današnji literaturi skorajda ne uporablja več, razen ko gre za navedbe iz Svetega pisma Stare zaveze. To pa ne velja za Jehovove priče, ki ime dosledno uporabljajo vsled stavka, ki ga je zapisal apostol Pavel v Pismu Rimljanom: Kdor koli bo klical Gospodovo ime, bo rešen (Rim 10,13). Judje so že v starozaveznem času prenehali pisati kot tudi izgovarjati Gospodovo ime, saj so se bali, da bi ga onečastili z nečistimi (grešnimi) mislimi ali besedami. Za pisanje božjega imena veljajo stroga pravila . Druga Božja zapoved pravi Ne skruni Božjega imena. Ta tradicija je prišla tudi v krščanstvo.